# All For You
All For You és el desè àlbum d'estudi del grup de thrash metal canadenc Annihilator, publicat l'any 2004.
És el primer àlbum amb el cantant canadenc Dave Padden després que l'anterior cantant del grup, Joe Comeau, abandonés el grup. El guitarrista Jeff Waters toca les dues guitarres i el baix i Mike Mangini la bateria (ja havia estat el bateria d'Annihilator a l'àlbum Set the World on Fire, publicat l'any 1993). Encara que Padden és el cantant en aquest àlbum, Waters també canta en una de les cançons de l'àlbum (Havia estat també el cantant d'Annihilator entre els anys 1994 i 1997). Totes les cançons de l'àlbum estan compostes per Jeff Waters.
L'àlbum All For You va suposar un canvi d'estil d'Annihilator, sobretot a causa del canvi de cantant. L'àlbum no va ser ben rebut i Dave Padden va sortir bastant criticat a la majoria de critíques de l'àlbum. Waters declararia més endavant que tot i no considerar All For You un mal àlbum, es va equivocar posant com a títol de l'àlbum una cançó que no mostrava l'estil real de l'àlbum, ja que per Waters, la cançó All For You tenia una tornada molt diferent a l'estil d'Annihilator. A més, el fet que es fes un videoclip d'aquesta cançó va provocar que molta gent només li vingués al cap aquesta cançó per criticar Padden i el nou estil d'Annihilator sense haver escoltat tot l'àlbum complet.

## Cançons
1. "All for You" – 4:29
2. "Dr. Psycho" – 7:03
3. "Demon Dance" – 5:12
4. "The One" – 4:35
5. "Bled" – 6:20
6. "Both of Me" – 8:08
7. "Rage Absolute" – 4:46
8. "Holding On" – 4:06
9. "The Nightmare Factory" – 5:40
10. "The Sound of Horror" – 7:40

## Crèdits
- Jeff Waters – Guitarrista, Baixista, veus secundàries, intro a Dr. Psycho i cantant a ‘'Holding On
- Dave Padden – Cantant
- Mike Mangini – Bateria

Personal addicional
- Curran Murphy – Primer solo a Both of Me
- Joe Bongiorno – Riff final a The One i riff intermedi a Nightmare Factory